# 原田祐平
原田 祐平（はらだ ゆうへい、1963年1月27日 - ）は、日本の官僚。会計検査院第2局長、第5局長、事務総局次長、会計検査院事務総長（2023年-2024年）、検査官（2024年-現職）を経て、会計検査院長（2025年-現職）。

## 人物
北海道女満別町（現・大空町）出身。北海道北見北斗高等学校卒業。1986年（昭和61年）東京大学法学部卒業、会計検査院入庁。1995年に担当した建設省（現国土交通省）のダム建設事業の検査が印象に残っているという。森友学園問題では、河戸光彦会計検査院長が参院予算委員会に検査結果報告書を提出後、審議官として報告書の内容を報道陣に説明した。入庁同期に三田啓（元第1局長）、上野泰也（現みずほ証券チーフマーケットエコノミスト）らがいる。

## 略歴
- 1986年：東京大学法学部卒業
- 1986年4月：会計検査院採用
- 2004年4月：事務総長官房上席企画調査官付企画官（事務総長官房担当）
- 2009年4月：第3局上席調査官（道路担当）
- 2010年12月：第4局農林水産検査第2課長
- 2013年3月：第4局文部科学検査第1課長
- 2014年7月：事務総長官房法規課長
- 2015年4月：事務総長官房総務課長
- 2017年4月：事務総長官房審議官（第3局担当）
- 2018年1月：事務総長官房審議官（事務総長官房担当）
- 2018年12月：第2局長
- 2020年4月：第5局長
- 2022年1月：会計検査院事務総局次長
- 2023年1月：会計検査院事務総長
- 2024年1月：検査官
- 2025年4月：会計検査院長

## 著書
- 『わかりやすい計算証明―逐条解説 （新訂５版）』全国会計職員協会 2015年